# Bera (ort i Bangladesh, Rajshahi)
Bera är en ort i Bangladesh.   Den ligger i provinsen Rajshahi, i den centrala delen av landet, 90 kilometer nordväst om huvudstaden Dhaka. Bera ligger 14 meter över havet och antalet invånare är 39 604.
Terrängen runt Bera är mycket platt. Runt Bera är det mycket tätbefolkat, med 2 103 invånare per kvadratkilometer.. Närmaste större samhälle är Shāhzādpur, 11,5 kilometer norr om Bera.
Trakten runt Bera består till största delen av jordbruksmark.